# Saint-Pierre-de-Varennes
Saint-Pierre-de-Varennes település Franciaországban, Saône-et-Loire megyében. Lakosainak száma 837 fő (2022. január 1.). Saint-Pierre-de-Varennes Saint-Émiland, Le Breuil, Couches, Essertenne, Saint-Firmin és Saint-Jean-de-Trézy községekkel határos.

## Népesség
A település népessége az elmúlt években az alábbi módon változott:
| Lakosok száma | 840  | 846  | 863  | 849  | 850  | 848  | 848  | 839  | 837  |
|               | 2013 | 2015 | 2016 | 2017 | 2018 | 2019 | 2020 | 2021 | 2022 |